# شهرستان پوتاواتامی (آیووا)
شهرستان پوتاواتامی، آیووا (به انگلیسی: Pottawattamie County, Iowa) شهرستانی در ایالات متحده آمریکا است که در آیووا واقع شده‌است.

## خصوصیات
شهرستان پوتاواتامی ۲٬۴۸۳٫۸۱ کیلومترمربع مساحت دارد.